# Canestro

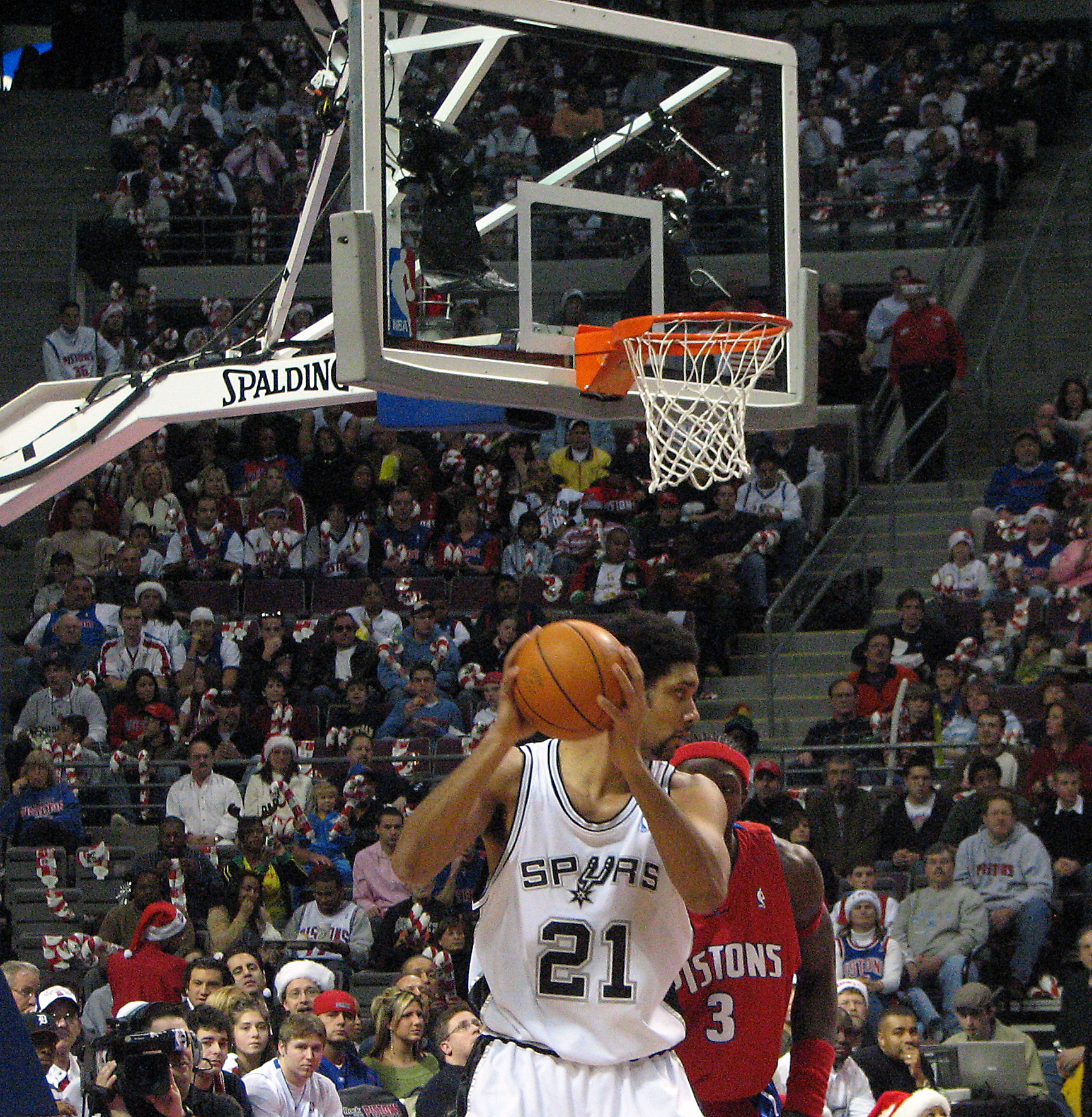
Tim Duncan e Ben Wallace sotto un tabellone e un canestro.

Nella pallacanestro, il canestro è una struttura costituita da un anello in metallo posto in orizzontale al quale è attaccata, lungo il perimetro, una rete lasciata appesa. Parte integrante del canestro è il tabellone, un'asse di vario materiale fissata perpendicolarmente all'anello, che permette alla palla di rimbalzare all'interno del canestro.

## Struttura
In un campo da gioco ci  sono due canestri, fissati perpendicolarmente a tabelloni, detti anche specchi, in legno, plastica o vetro (per consentire, talvolta, la ripresa video di una telecamera posizionata nella parte posteriore): si trovano al centro dei lati corti del campo, l'uno di fronte all'altro.
Il diametro dell'anello deve misurare 45 cm ed essere posto ad un'altezza di 3,05 m rispetto al suolo.

Struttura tabellone e canestro.

I due canestri, sostenuti dai tabelloni e da un apposito impianto, distano 1,20 m dalla linea di fondo campo. Le dimensioni regolamentari di ogni tabellone sono: 105 cm di altezza, 180 cm di lunghezza e 5 cm di larghezza. Sono fabbricati in materiale trasparente (vetro di sicurezza temprato oppure materiale plastico; gli altri materiali devono essere dipinti di bianco). I tabelloni posti sui sostegni sono esterni alle linee del campo di gioco: possono venire agganciati al muro di impianti più piccoli tramite impalcature in ferro. Il retro dei tabelloni e la struttura non fanno parte del campo: se vengono colpiti dalla palla, questa è dichiarata fuori.
La retina appesa al canestro è di solito realizzata in un materiale sintetico come il nylon, ma può essere anche di cotone. Le retine dei playground sono invece più spesso in acciaio, per evitare che vengano tagliate e rubate.

## Funzione
L'obiettivo della pallacanestro è di far passare la palla all'interno dell'anello: per estensione, il termine "canestro" indica anche la realizzazione compiuta da un giocatore a favore della propria squadra. Il punteggio assegnato per la realizzazione di un canestro è variabile:
- Se il canestro viene segnato tramite un tiro libero dalla linea dei 5,5 m (un tiro accordato dall'arbitro per sanzionare un fallo) vale 1 punto;
- Se il tiro vincente è eseguito dall'interno della linea dei 6,75 m (7,25 nella NBA) vale 2 punti;
- Se il tiro è eseguito all'esterno della linea dei 6.75 m (7,25 nella NBA) il canestro vale 3 punti.